# Rose May Alaba

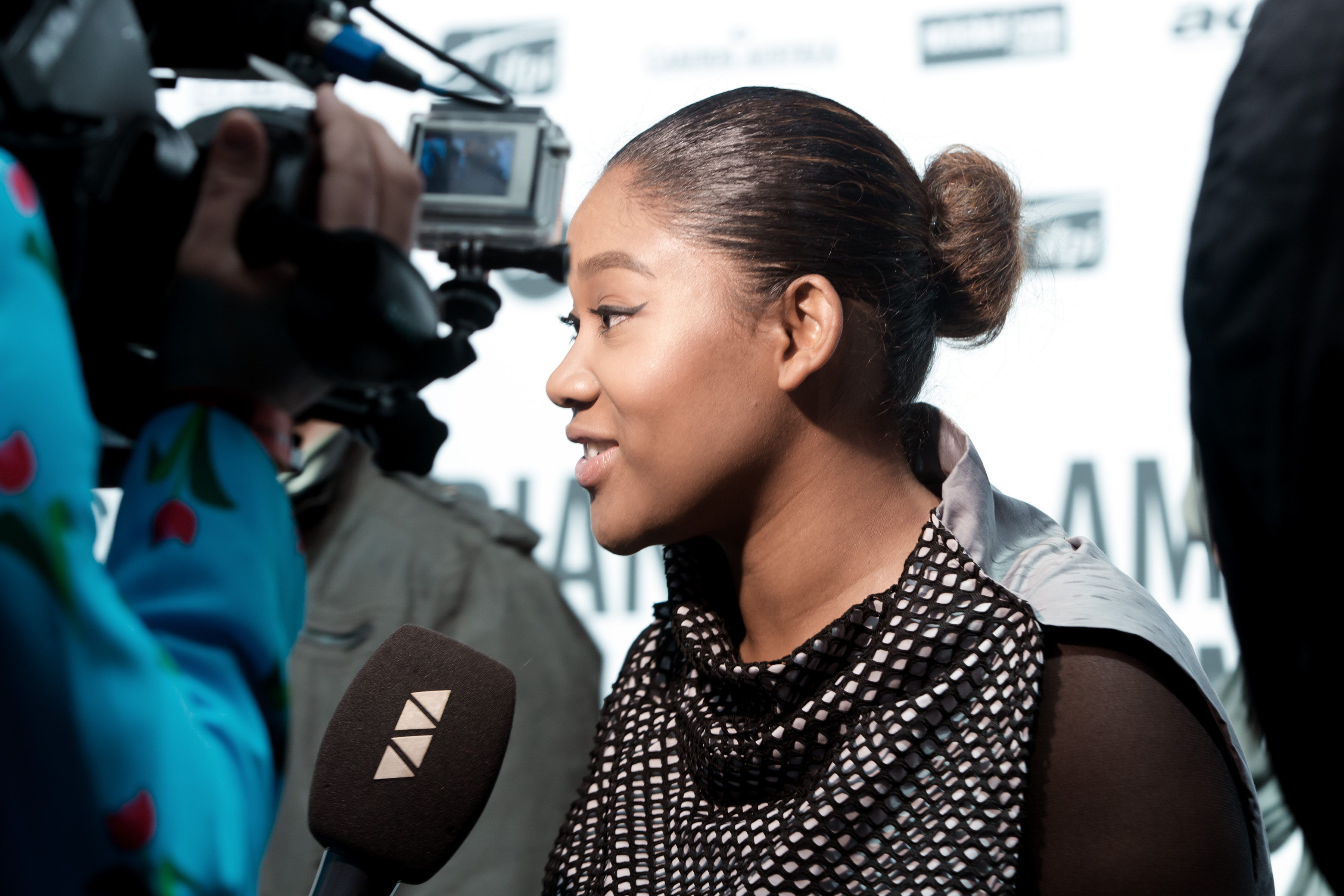
Rose May Alaba bei der Amadeus-Verleihung 2015

Rose May Alaba (* 1994 in Wien) ist eine österreichische Sängerin.

## Leben
Alabas Mutter Gina stammt von den Philippinen, ihr Vater George Alaba aus Nigeria. Der österreichische Fußballnationalspieler David Alaba ist ihr Bruder. Ihr Vater war früher Rapper und hatte Ende der 1990er Jahre als männlicher Part des Pop-Dance-Duos Two in One einige Erfolge – ihr Indian Song stand 1999 auf Platz zwei der österreichischen Charts – und arbeitete bis 2011 als DJ in Wiener Clubs.
Im Alter von vier Jahren begann ihre musikalische Früherziehung. Sie nahm zuerst Klavierunterricht und lernte später noch Gitarre zu spielen. 2011 wurde sie Bandmitglied in der Girlgroup BFF, die in der Castingshow Popstars – Mission Österreich zusammengestellt wurde und sich 2013 auflöste. Neben der Musik widmet sie sich auch der Schauspielerei. 2014 schloss sie ihre Ausbildung an der 1st filmacademy in Wien ab. Im Mai 2015 veröffentlichte sie mit All Of This Is You mit der sie auf Platz 16 in den österreichischen Singlecharts einstieg. Auch mit der von Rodney Hunter produzierten Single Love Me Right erreichte sie im August 2016 die österreichischen Singlecharts.

## Diskografie
Singles
- 2015: All Of This is You (als Rose May)
- 2016: Love Me Right
- 2017: Can You Feel It
- 2017: Take Your Time
- 2018: My Love (sabi o)
- 2018: 50/50 (feat. Mayorkun)
- 2019: Go Down Low
- 2019: Crazy
- 2020: Oshey
- 2020: Hide & Seek
- 2021: Lemonade
- 2021: Keine Zeit
- 2022: Bis wir uns verlieren (Regret)
- 2023: Ibadi (Waist)
- 2023: Lockdown
- 2024: More